# Mestre Brasília
Antônio Cardoso Andrade, mais conhecido como Mestre Brasília (Alagoinhas, 29 de maio de 1942) é um capoeira brasileiro.

## Carreira
É discípulo de Mestre Canjiquinha que por sua vez aprendeu capoeira com Antônio Raimundo - o legendário Mestre Aberrêque aprendeu com o escravo Benedito. Mestre Brasilia treinou e conviveu também com mestres renomados como Mestre Bimba, Onça, Limão, Silvestre, Suassuna, Joel, Zé de Freitas entre outros.[carece de fontes?]
É pioneiro da capoeira de São Paulo junto com o Mestre Suassuna. Fundou o grupo Cordão de Ouro com Mestre Suassuna e depois desligou-se criando a Associação de Capoeira São Bento Grande.
Brasilia é compositor de diversas músicas entre capoeira, samba, puxada de rede, maculelê e outros ritmos brasileiros, já escreveu 2 livros,[carece de fontes?] entre eles Vivência e Fundamentos de um Mestre de Capoeira, publicado pela editora Circuito LW, sobre sua trajetória e a capoeira e gravou discos e DVDs que reúnem composições próprias e obras do cancionário de domínio popular brasileiro.